# Bolero (tanec)

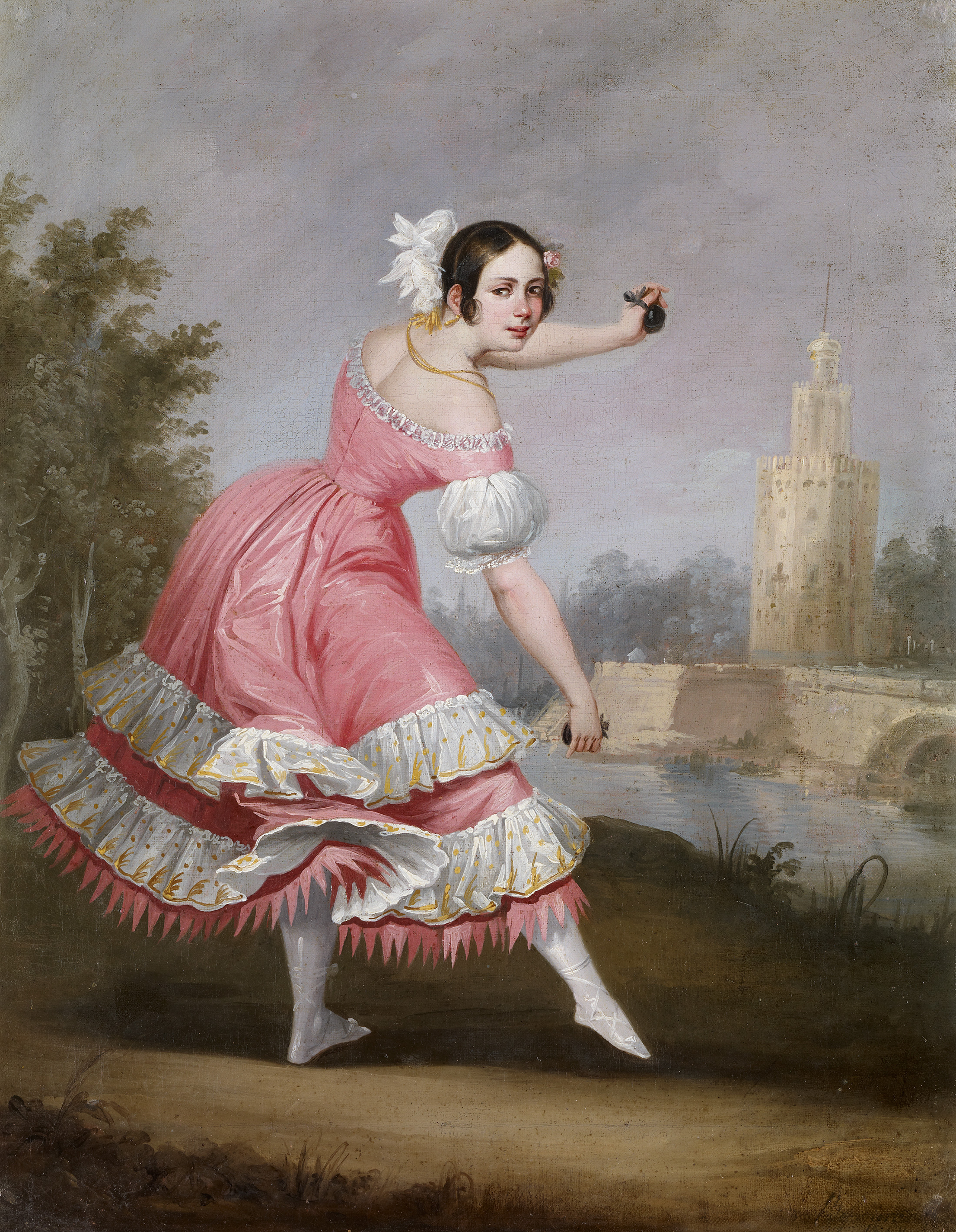
Antonio Cabral Bejarano: Tanečnice bolera, 1842

Bolero je španělský tanec ve ¾-taktu, který „v poslední třetině 18. století vytvořili taneční mistři z různých španělských tanců.“ Kromě seguidillas manchegas to bylo také fandango, polo a chacona. Podle prvků baletních a dvorních tanců bylo také upraveno názvosloví pohybu nohou a chodidel .
Obvykle ho tančí dva lidé s kastaněty a tradičně s doprovodem kytary, cistry a dalších lidových nástrojů, jako jsou dudy, buben a tamburína. Bolero dosáhlo světové slávy prostřednictvím stejnojmenného orchestrálního díla Maurice Ravela. .
Kubánské bolero nemá se španělským nic společného, protože je ve 2⁄4- nebo 4⁄4 metru.

## Escuela Bolera
Bolero dalo jméno celému žánru tanečních forem.
Taneční škola bolera (Escuela bolera) je ve Španělsku známá také pod názvem Escuela de palillos, škola kastanětů. Zahrnuje kroky a pohyby jak španělského scénického tance, tak i lidových tanců, které se vyvinuly v tance umělecké. Kromě bolera v užším smyslu sem patří i seguidillas boleras a manchegas, fandango, jaleo z Jerezu, cachucha, panadero, macarena, malagueña, soleá z Arcasu a další.
Inscenace této školy se nazývají španělské tance. Vyznačují se kastaněty, extrovertními pohyby s důrazem na použití paží a opakovanými pohyby mimo rytmus (Contratiempos). Jejich techniky jsou součástí základního repertoáru profesionálních španělských baletních a flamencových tanečníků a tanečnic.

## Historie

### Bolero jako jevištní tanec

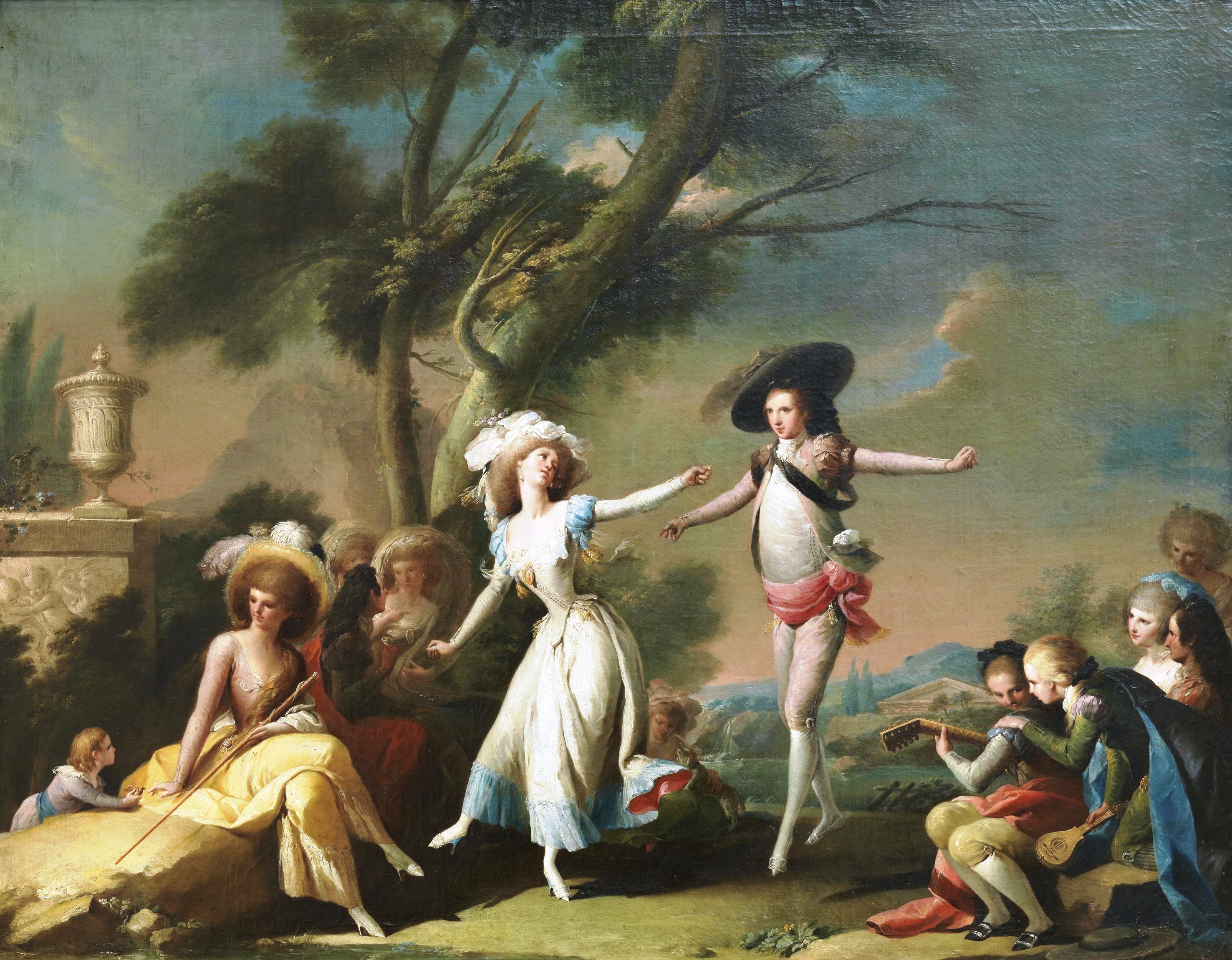
Bolero od malíře José Camarón Boronat, z roku 1785. (Muzeum Prado, Madrid)..

Na konci 18. století se někteří španělští taneční mistři zabývali lidovými tanci nejprve bez předsudků. Rozvinul se tak zvyk provádět tyto tance i na divadelní scéně. To však nebylo přijímáno s obecnou přízní. V roce 1790 Caspar Melchor de Jovellanos napsal:
| „ | Qué otra cosa son nuestros bailes que una miserable imitación de las libres e indecentes danzas de la ínfima plebe? Otras naciones traen a danzar sobre las tablas los dioses e las ninfas; nosotros, los manolos y las verduleras. "Co jiného jsou naše tance, než mizerná napodobenina nevázaných a nepřístojných tanců všeobecné lůzy?" Jiné národy přinášejí na scénu bohy a nymfy; my pouliční frajery a trhovkyně.“ | “ |

Tance byly přizpůsobeny potřebám scénického představení a vytvářely také jejich nové formy. Tak vzniklo bolero. Jedním z prvních zdrojů, který je zmiňuje, je tonadilla z roku 1791 od Blase de Laserna:
| „ | Vale más en el día / saber bolero / que agricultura, industria, / ciencia y comercio. V dnešní době platí více /umět bolero/ než zemědělství, řemeslo, vědy či obchod. | “ |

Možná ho vytvořil kolem roku 1780 Sebastián Cerezo, v té době uznávaný tanečník. Jiní autoři však zmiňují Antona Bolicha ze Sevilly. Bolicho byl také známý pod jménem Bolero, odtud je tedy název tance. V roce 1820 považoval Antonio Cairón bolero za shodné s tancem seguidilla manchegas.
Na začátku 19. století byly v rychlém sledu vytvořeny taneční figury: taconeo, paso marcial, puntas, vuelta perdida, trenzados, skoky a kaprioly a mnoho dalších. Obtížné a riskantní figury a skoky někdy vyvrcholily absurdním přeháněním, takže představení bylo spíše gymnastikou než tancem.
Pevná pravidla bolera vytvořil kolem roku 1800 Requejo z Murcie. V roce 1820 se prosadilo umírněnější pojetí a bolero na jevištích mělo méně akrobacie a přiměřenější tempo. Důraz se kladl na technickou dokonalost, vyrovnanost a eleganci. Příkladem toho bylo takzvané Bien parado: elegantní póza, ve které se tanečník s tanečnicí na konci každé části nehybně zastavili. Bolero se tak vyvinulo z lidového tance do tance pro profesionální představení. Jako takové se těšilo velké úctě a popularitě po celé 19. století.

### Lidové bolero
Bez ohledu na virtuozitu, kterou bolero vyžadovalo od profesionálních tanečníků a tanečnic, si ho také přisvojili obyvatelé Andalusie a dalších částí Španělska. Přizpůsobili si figury a pohyby svým vlastním potřebám. O jeho popularitě svědčí švanky (krátká žertovná povídka nebo scénka) tehdy populárních dramatiků Juana Ignacia Gonzáleze del Castilla a Ramóna de la Cruz, stejně jako četné cestovní zprávy. V roce 1830 popsal Washington Irving venkovský festival hudby a tance, kde se tančilo fandango a bolero. O deset let později informoval ruský publicista Vasilij Botkin o podobném festivalu v Madridu. V roce 1860 napsal francouzský spisovatel Jean-Charles Davillier: Andalusané jsou pro „Seguidillas boleras" tak vášniví, že je tančí všude. O deset let později se však zdá, že tato vášeň ustoupila, protože v roce 1876 politik Julián Zugasti y Sáenz napsal, že bolero již není tak populární jako v předchozích letech, kdy se téměř nic jiného netančilo.
Existuje celá řada regionálních provedení, například:
- Bolero de Algodre z provincie Zamora v severozápadním Španělsku
- Bolero de Caspe z provincie Burgos,
- Bolero Pueblano z města La Puebla de Montalbán,
- Bolero Vinarocenc z města Vinaròs na pobřeží východního Španělska
- Bolero Mallorquín.